# Šupinatí
Šupinatí (Squamata) jsou největší řád plazů zahrnující přes 10 000 druhů (k roku 2018 přibližně 10 793).

## Charakteristika
Jejich společným znakem je silná kůže krytá rohovitými šupinami, která se v různých intervalech obměňuje. Šupiny mají rozdílné velikosti a uspořádání podle druhové příslušnosti. Hadi svlékají kůži vcelku, ještěři po částech. Dalším společným znakem je samčí pářící orgán skládají se ze dvou tzv. „hemipenisů“. U hadů a některých ještěrů (například u varanů) se nachází přídatné čichové ústrojí známé jako Jacobsonův orgán. Většina šupinatých je vejcorodá (oviparní), ale některé druhy jsou vejcoživorodá (ovoviviparní) nebo živorodá (viviparní). Dokážou se velmi rychle šířit do všech vhodných stanovišť.
V mnoha vývojových liniích šupinatých plazů dochází k jasnému trendu směrem k redukci (zmenšování a zakrňování) končetin.

## Systematika
Řád šupinatých je tvořen dvěma sesterskými velkými větvemi, z nichž ta první (Iguania) zahrnuje leguánovité, agamovité a chameleonovité „ještěry“ a ta druhá (Scleroglossa) zbytek „ještěrů“ včetně hadů a dvouplazů. Nejbližšími příbuznými hadů jsou varani.
Kdysi se šupinatí dělili na tři podřády – ještěry, hady a dvouplazy. V současnosti se ale již ví, že toto dělení je fylogeneticky nesprávné.
Navzdory rozšířenému názoru nebyli populární dinosauři zástupci skupiny šupinatých, nepatřili tedy mezi ještěry ani jejich blízké příbuzné. Dinosauři byli zástupci kladu Archosauria, nikoliv Lepidosauria.

## Evoluce
Evoluce šupinatých je charakteristická velmi pomalým a stabilním vývojem s postupným výskytem drobných vývojových inovací. Mezi nejstarší zástupce šupinatých patřil druh Megachirella wachtleri, žijící v období středního triasu (zhruba před 245 miliony let) na území dnešní Itálie. Byl vědecky popsán v roce 2018 a předchozí nejstarší fosilii této skupiny překonal asi o 70 milionů let.
Již v období rané křídy existovaly fosoriální (hrabavé) formy šupinatých plazů (zejména scinkové a hadi), kteří si aktivně hloubili podzemní nory, ve kterých přebývali a hledali ochranu. Výrazná ekomorfologická diverzifikace šupinatých se odehrála také v období křídy.
Základní anatomie a ekologie šupinatých se objevuje již v období střední až pozdní jury (před 174 až 145 miliony let) a od té doby je s drobnými obměnami v podstatě stálá a přetrvává takto do recentu (geologické současnosti).

## Velikostní rekordmani
Největšími zástupci této skupiny byli zřejmě druhohorní (svrchnokřídoví) mořští mosasauři, dosahující délky až kolem 17 metrů a hmotnosti v řádu mnoha tun (např. Hainosaurus). Někteří zástupci této skupiny žili také na českém území, jak ukázal objev fragmentu fosilní čelisti od obce Dolní Újezd nedaleko Litomyšle. Mosasauři však vyhynuli spolu s neptačími dinosaury na konci období křídy, před 66 miliony let. Ze suchozemských šupinatých mohl být největší obří paleocenní had Titanoboa cerrejonensis, dosahující délky přes 13 metrů a hmotnosti přes 1 tunu.

## Tradiční systém
podřád: ještěři (Sauria)
- nadčeleď: Iguania - leguáni
  - čeleď: leguánovití (Iguanidae)
  - čeleď: agamovití (Agamidae)
  - čeleď: chameleonovití (Chamaeleonidae)
- nadčeleď: Gekkota - gekoni
  - čeleď: beznožkovití (Dibamidae)
  - čeleď: dvounožkovití (Pygopodidae)
  - čeleď: gekonovití (Gekkoninae)
- nadčeleď: Scincomorpha - scinkové
  - čeleď: kruhochvostovití (Cordylidae)
  - čeleď: tejovčíkovití (Gymnophthalmidae)[11]
  - čeleď: ještěrkovcovití (Gerrhosauridae)
  - čeleď: ještěrkovití (Lacertidae)
  - čeleď: scinkovití (Scincidae)
  - čeleď: tejovití (Teiidae)
  - čeleď: xantusiovití (Xantusiidae)
- nadčeleď: Varanoidea (syn. Platynota) - varani
  - čeleď: varanovití (Varanidae)
  - čeleď: varanovcovití (Lanthanotidae)
  - čeleď: korovcovití (Helodermatidae)
- nadčeleď: Diploglossa - slepýši
  - čeleď: slepýšovití (Anguidae)
  - čeleď: hadovcovití (Anniellidae)
  - čeleď: krokodýlovcovití (Xenosauridae)

podřád: hadi (Serpentes)
- nadčeleď: Henophidia - hroznýši
  - čeleď: jihoameričtí vinejšovití (Aniliidae)
  - čeleď: válejšovití (Anomochilidae)
  - čeleď: hroznýšovití (Boidae)
  - čeleď: hroznýšovkovití (Bolyeriidae)
  - čeleď: vinejšovití (Cylindrophiidae)
  - čeleď: krajtovkovití (Loxocemidae)
  - čeleď: krajtovití (Pythonidae)
  - čeleď: pahroznýškovití (Tropidophiidae)
  - čeleď: krátkorepovití (Uropeltidae)
  - čeleď: duhovcovití (Xenopeltidae)
- nadčeleď: Xenophidia (syn. Caenophidia) - užovkovci
  - čeleď: bradavičníkovití (Acrochordidae)
  - čeleď: zemězmijovití (Atractaspididae)
  - čeleď: užovkovití (Colubridae)
  - čeleď: korálovcovití (Elapidae)
  - čeleď: vodnářovití (Hydrophiidae)
  - čeleď: zmijovití (Viperidae)
- nadčeleď: Typhlopoidea - slepáci
  - čeleď: slepčíkovití (Anomalepididae)
  - čeleď: slepanovití (Leptotyphlopidae)
  - čeleď: slepákovití (Typhlopidae)

podřád: dvouplazi (Amphisbaenia)
- čeleď: dvouplazovití (Amphisbaenidae)
- čeleď: zeměplazovití (Trogonophidae)
- čeleď: dvojnožkovití (Bipedidae)